# Barłuk
Barłuk (ros. Барлук) – wieś (sieło) w Rosji, w obwodzie irkuckim, w rejonie kujtuńskim. W 2010 liczyła 1112 mieszkańców.

## Urodzeni
- Pawieł Doronin – radziecki polityk i wojskowy.